# Musijiwka (rejon nikopolski)
Musijiwka (ukr. Мусіївка) – wieś na Ukrainie, w obwodzie dniepropetrowskim, w rejonie nikopolskim, w hromadzie Czerwonohryhoriwka. W 2001 liczyła 607 mieszkańców, spośród których 530 wskazało jako ojczysty język ukraiński, 84 rosyjski, a 3 białoruski.